# Hiroki Narabayashi
Hiroki Narabayashi (japanisch 奈良林 寛紀 Narabayashi Hiroki; * 14. Januar 1988 in Kurashiki) ist ein ehemaliger japanischer Fußballspieler.

## Karriere
Narabayashi erlernte das Fußballspielen in der Schulmannschaft der Sakuyo High School und der Universitätsmannschaft der Aoyama-Gakuin-Universität. Seinen ersten Vertrag unterschrieb er 2010 bei Fujieda MYFC. Am Ende der Saison 2011 stieg der Verein in die Japan Football League auf. Am Ende der Saison 2013 stieg der Verein in die J3 League auf. Für den Verein absolvierte er 147 Ligaspiele. Ende 2016 beendete er seine Karriere als Fußballspieler.